# Ulvehunden (film)
Ulvehunden (russisk: Белый Клык) er en sovjetisk film fra 1946 af Aleksandr Sguridi.

## Medvirkende
- Oleg Zjakov som Weedon Scott
- Jelena Izmailova som Alisa
- Lev Sverdlin som Matt
- Nikolaj Plotnikov som Handsome Smith
- Osip Abdulov som Tim Keenan